# D'origine inconnue
Pour plus de détails, voir Fiche technique et Distribution.
D'origine inconnue (Of Unknown Origin) est un film d'horreur américano-canadien réalisé par George P. Cosmatos et sorti en 1983. Le film est tiré du roman The Visitor de Chauncey G. Parker III. Le tournage a eu lieu à Montréal, tandis que l'action du film se déroule à New York.

## Synopsis
Un cadre dynamique de New York voit sa vie chamboulée le jour où un rat récalcitrant élit domicile dans son luxueux appartement et commence à lui rendre la vie impossible. Déterminé, il n'aura bientôt plus qu'une seule obsession : se débarrasser définitivement de l'infâme animal.

## Fiche Technique
- Titre original : Of Unknown Origin
- Titre français : D'origine inconnue
- Titre québécois : Terreur à domicile
- Réalisation : George P. Cosmatos
- Scénario : Brian Taggert, d'après le roman The Vistor de Chauncey G. Parker III
- Musique : Ken Wannberg
- Photographie : René Verzier
- Montage : Roberto Silvi & Hubert C. de La Bouillerie (non crédité)
- Production : Claude Héroux
- Société de production et de distribution : Warner Bros.
- Pays de production :  États-Unis,  Canada
- Langue originale : anglais
- Format : couleur - Mono - 35 mm - 1.85:1
- Genre : horreur psychologique
- Budget : 4 000 000 $
- Durée : 85 minutes
- Date de sortie :
  - États-Unis : 24 novembre 1983

## Distribution
- Peter Weller (VF : Hervé Bellon) : Bart Hughes
- Jennifer Dale (VF : Maïk Darah) : Lorrie Wells
- Lawrence Dane (VF : Jean Berger) : Eliot Riverton
- Louis Del Grande : Clete
- Keith Knight (VF : Richard Darbois) : le vendeur de matériel de dératisation
- Kenneth Welsh : James Hall
- Shannon Tweed : Meg Hughes
- Maury Chaykin : Dan Errol
- Leif Anderson : Peter Hughes

## Accueil
- Box office  États-Unis : 1 080 470 $[2]

## Distinctions
Le film a remporté le Grand Prix et le prix du meilleur acteur pour Peter Weller au Festival du film de Paris.